# Karim Duval
Pour les articles homonymes, voir Duval.
Karim Duval est un humoriste et comédien franco-sino-marocain[réf. nécessaire], né le 8 septembre 1981 à Aix-en-Provence.

## Biographie

### Jeunesse
Karim Duval est né d'une mère chinoise et d'un père franco-marocain. Il grandit au Maroc dans la ville de Fès où il apprend l'arabe et le français mais il s'essaie aussi à l'art en prenant des cours de guitare et de chant. Fils d'enseignants et élève brillant au lycée français Paul-Valéry à Meknès, il quitte son pays d'enfance pour la France en rejoignant les classes préparatoires du lycée Sainte-Geneviève à Versailles suivies d'études d'ingénieurs à l'École centrale de Paris (promo 2005). Il quitte la capitale pour Sophia Antipolis dans les Alpes-Maritimes, où il commence en 2005 une carrière d'ingénieur en informatique et mathématiques appliquées, métier qu'il exercera pendant sept ans.

### "Artistes antibois associés théâtre"
Karim Duval apprend l'improvisation et l'écriture avec la compagnie "Artistes antibois associés théâtre", qu'il découvre grâce à un collègue de travail en 2005. Il commence à écrire des sketchs et joue devant les autres élèves. Il crée progressivement son style reposant sur le métissage et les voyages en faisant les premières parties des spectacles d'humoristes plus célèbres comme Gaspard Proust, Michel Boujenah, Didier Bénureau, Patrick Timsit, Arnaud Tsamere.

## Carrière

### Premier spectacle
Karim Duval crée son premier spectacle D'un commun accord et le présente dans toute la France. Sa tournée commence en 2010 et dure une année. Son talent  est reconnu et il reçoit plusieurs prix comme le Prix du jury au Festival du rire de Fayence, le prix du train des talents IDTGV, et celui du Tremplin du rire de Saint-Jean-Bonnefonds[réf. nécessaire]. Lors de son passage à Nice, son spectacle au théâtre des Oiseaux, dirigé par Noëlle Perna, est élu « coup de cœur ».
Cependant, Karim Duval n'est pas encore humoriste à plein temps : il travaille le jour et joue devant son public, le soir. Il décide en 2011 de quitter son travail d'ingénieur et s'installe à Lyon pour se consacrer à l'humour et à la scène.[réf. nécessaire]

### Melting Pot: 2013-2018
En juillet 2012, lors de l'une de ses représentations à Avignon, Karim Duval rencontre le comédien et metteur en scène Léon Vitale. Après quelque temps, les deux hommes travaillent ensemble pour retravailler le spectacle de Karim Duval : cette nouvelle version s'appellera Melting Pot. Le comédien présente son show qui est à la limite du one man et du seul-en-scène d'humour et il utilise ses thèmes favoris : le métissage et les voyages. Il remporte le prix du public au Festival des Andain'ries. Ce spectacle, qui évolue au fil des années, a été joué plus de mille fois sur plusieurs continents.

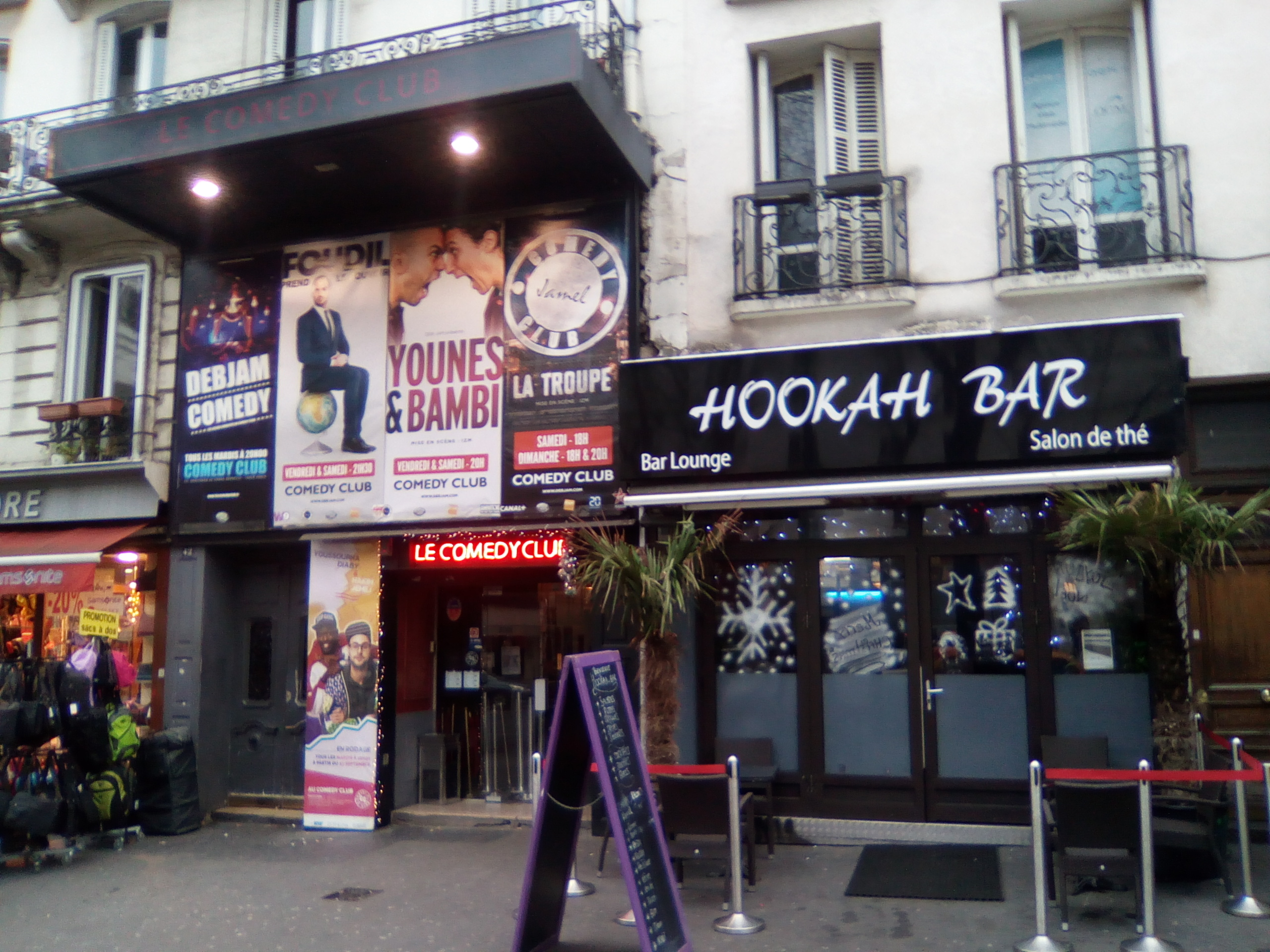
Le Jamel Comedy Club, situé dans le 10e arrondissement de Paris, au 42, boulevard de Bonne-Nouvelle.

L'humoriste participe[précision nécessaire] à des émissions humoristiques comme On n'demande qu'à en rire avec Laurent Ruquier ou Ça pique mais c'est bon sur Europe 1 avec Anne Roumanoff. Il ouvre également une chaîne YouTube où il publie alors des émissions de cuisine humoristique intitulées "Les Drôles de recettes de Karim Duval". Il présente aussi ses sketchs au Point-Virgule et au Jamel Comedy Club.
En 2017, Karim Duval participe au Marrakech du rire. Il aborde un tournant pour se tourner vers des sujets plus axés sur l'entrepreneuriat et le monde du travail, avec une série de vidéos YouTube, "Pitch !" où il interroge sous la forme de sketchs des fondateurs d'entreprises sociales lyonnaises.

### Y: à partir de 2018
Son nouveau spectacle, Y, est consacré à la génération Y (les personnes nées entre 1980 et 2000) dont il se revendique, avec une approche parfois comparée à la sociologie. Dans ce spectacle, il raille les contradictions de sa génération au travers d'une série de personnages. 
Cette galerie de portraits se prolonge sur YouTube et Facebook mais aussi sur LinkedIn (où il est l'un des rares humoristes présents avec Thomas Wiesel) via des vidéos mordantes qui dépeignent sans concession le monde du travail des années 2010 et des start-ups en particulier. Il y réalise un travail approfondi sur le langage de cet univers, en parodiant des interviews qui font l'actualité ou en décalant les méthodes de l'économie libérale sur des sujets de société comme l'éducation des enfants. 
Il fait aussi des conférences et vidéos sur mesure sur ses thèmes de prédilection.

### Noss-Noss-Talgie
En 2020, il lance en parallèle un autre spectacle, pour le public marocain, dans lequel il explore les raisons de son lien avec le pays de ses ancêtres.